# El Movimiento (grupo político)
El Movimiento (nombre original The Movement), también considerado como la «Internacional de la Nueva Derecha», es una organización internacional autodefinida como populista de derecha, con sede en Bruselas (capital de la Unión Europea), fundada y liderada por el comunicador y estratega político estadounidense Steve Bannon, para crear, apoyar y coordinar grupos populistas de derecha en todo el mundo, con el fin de realizar una "revolución populista" de alcance mundial que establezca un "capitalismo para todos". El Movimiento defiende el nacionalismo frente la globalización, se opone a las migraciones, el "marxismo cultural", la "ideología de género", los derechos LGBT, la legalización del aborto, y las políticas para evitar el cambio climático, e identifica explícitamente como enemigos a George Soros, Bill Gates, el papa Francisco y China. Entre sus referentes se encuentran los jefes de Estado Donald Trump de Estados Unidos, Jair Bolsonaro de Brasil, Matteo Salvini de Italia y Viktor Orbán de Hungría.
El Movimiento tiene como objetivo inmediato coordinar la acción de los partidos de Derecha a nivel europeo y latinoamericano, aunque su accionar se extiende a todo el mundo. En Europa, El Movimiento se apoya principalmente en el poder sus miembros italianos, principalmente de Matteo Salvini (Liga Norte), acompañado por los Hermanos de Italia, que impulsan una agenda euroescéptica (rechazo de la Unión Europea) junto a los demás partidos de derecha.
En América Latina, El Movimiento está apoyado principalmente en el poder del expresidente de Colombia, Álvaro Uribe y el expresidente de Brasil, Jair Bolsonaro, cuyo hijo, Eduardo Bolsonaro, fue designado como encargado de El Movimiento para América Latina. El 8 de diciembre de 2018, Bolsonaro hijo organizó en Foz de Iguazú, ciudad brasileña ubicada en la estratégica triple frontera de ese país con Argentina y Paraguay, la Cumbre Conservadora de las Américas, para conformar una filial de El Movimiento en el continente. La agenda de El Movimiento en América Latina es emprender una acción enérgica contra las fuerzas "comunistas" y de "izquierda", y establecer un "tribunal internacional para juzgar las dictaduras comunistas de Cuba, Venezuela y Nicaragua". En el cónclave participaron también Olavo de Carvalho, miembro del círculo más cercano a Bolsonaro, John Bolton, consejero de Seguridad Nacional de Donald Trump y el cubano residente en Miami, Orlando Gutiérrez.

## Origen
Bannon inicialmente anunció sus planes para crear una organización internacional, en julio de 2018, en una entrevista concedida a The Daily Beast, donde declaró que quería crear un bloque populista, un "supergrupo", que pudiera agrupar hasta un tercio de los más de 700 escaños del Parlamento Europeo. Dijo que se le ocurrió durante un evento organizado por Marine Le Pen.
El grupo fue oficialmente registrado en enero de 2017, en Bélgica, por Mischaël Modrikamen, líder del Partido del Pueblo de ese país.

## Ideología
Steve Bannon ha explicado las ideas que defiende El Movimiento en estos términos:

- El mundo se verá obligado a elegir entre dos formas de populismo: el de derecha o el de izquierda. El centro está desapareciendo, eso es un hecho... Los ricos deben entender que debemos abrir el sistema para todos. Por eso es que el populismo de derecha se trata de capitalismo para todos.

## Apoyos y expansión
En julio de 2018 Steve Bannon se reunió en Washington con Željka Cvijanović, primera ministra de la República Srpska (una de las dos entidades autónomas que conforman Bosnia y Herzegovina). Fue el primer paso para crear una coordinación internacional de los gobiernos y partidos de extrema derecha, o populistas de derecha, que venían creciendo en Europa en la última década.
Simultáneamente, en Hungría, el primer ministro Viktor Orbán, manifestó públicamente su apoyo a la idea de Bannon de unir a la extrema derecha europea.
Dos meses después, en septiembre, el entonces vice primer ministro de Italia, Matteo Salvini anunció que había decidido unirse a El Movimiento. Lo mismo hizo el Partido de la Independencia del Reino Unido (UKIP).
En los Países Bajos, El Movimiento llamó la atención de Geert Wilders, líder del Partido por la Libertad, un partido de oposición euroescéptico, quien se reunió con Bannon en septiembre de 2018. Pero poco después Wilders se manifestó contra el proyecto de crear un "supergrupo" de derecha, bajo la influencia de Bannon.
En Francia Bannon buscó sumar al partido Agrupación Nacional liderado por Marine Le Pen, pero esta rechazó la posibilidad, declarando públicamente que Bannon, un estadounidense, no tenía nada que hacer en asuntos europeos.
En febrero de 2019 se anunció que Eduardo Bolsonaro, hijo del presidente Jair Bolsonaro de Brasil, había sido designado representante de El Movimiento para su difusión en América del Sur. El 8 de diciembre de 2018, Eduardo Bolsonaro, hijo del presidente de Brasil, organizó en Foz de Iguazú, ciudad brasileña ubicada en la estratégica triple frontera de ese país con Argentina y Paraguay, la Cumbre Conservadora de las Américas, para conformar una filial de El Movimiento en el continente.